# 大易輸入法
大易輸入法（だいい ゆにゅうほう）は台湾の王賛傑が7年の開発期間を経て発表したコンピュータでの繁体字中国語入力法。
大易輸入法は倉頡輸入法とは異なる46字根（漢字を分解したときの要素）を使用する。Windowsなど多くのコンピューターに繁体字中国語入力法として装備されている。
繁体字中国語圏のキーボードの多くには通例右下に大易字根が表示されているが、利用者は注音・倉頡・速成に比べて多くないため、大易字根の表示を持たないキーボードも増えてきている。
字根に46キーを割り当て、数字キーも使用するため、数字の入力に手間がかかり、テンキーが附属していないラップトップパソコンなどでは非常に使い勝手が悪いとの評価を得ている。

大易コードのキーボード

大易輸入法では、1つの漢字は4打以内で入力できる。倉頡輸入法で「車」を「十田十」に分解するなどという書道の伝統を無視したような分解をせず、基本的には伝統的な漢字の筆法に従って分解する。
「言」「牛」「目」などといったキーに印字された漢字は基本形の要素を表しているが、これらだけでは全ての漢字を入力するには明らかに不十分なので、実際には倉頡輸入法の「輔助字形」と同様、基本形以外に利用できる要素が多数用意されており、1つのキーに複数の要素が割り当てられている。なお「巷」「郷」「鎮」「路」「街」「號」の6キーは地名や住所などの細かい地点の表現用のキーで、他の漢字の要素としては使えない。

## 参考資料
- 太易資訊股份有限公司（大易輸入法公式サイト）